# Décès en 1031
Décès
- 1027
- 1028
- 1029
- 1030
- 1031
- 1032
- 1033
- 1034
- 1035

Cette page dresse une liste de personnalités mortes au cours de l'année 1031 :
- 1er janvier : Guillaume de Volpiano, ou Guillaume de Cluny (Willelmus), religieux et réformateur liturgique piémontais.
- 22 janvier : Dominique de Sora, abbé italien.
- 6 avril : Aribon de Mayence, archevêque de Mayence.
- 17 juin : Hyeonjong, huitième roi de la Corée de la dynastie Goryeo.
- 20 juillet : Robert II le Pieux, roi des Francs.
- 2 septembre : Émeric de Hongrie, prince de Hongrie.
- 9 septembre : Gang Gam-chan, militaire et membre du gouvernement de Corée.

- Abu Ali Hasan (en), homme d’État iranien.
- Ahmed Ibn Foulaïta, poète arabe.
- Abû al-`Abbâs al-Qâdir bi-llah Ahmad ben al-Muqtadir, calife abbasside de Bagdad.
- Burchard, archevêque de Vienne.
- Gunnor de Normandie, femme du duc de Normandie Richard Ier.
- Lambert de Bassigny, évêque de Langres.
- Li Deming, fils aîné de Li Jiqian, le fondateur de la dynastie des Xia occidentaux.
- Liao Shengzong, ou Yelü Longxu, empereur de Chine de la dynastie Liao.
- Luidolf de Zutphen, ou Luidolf de Bonnegau, seigneur de Zutphen.
- Guillaume II de Marseille, vicomté de Marseille.
- Qadi 'Abd al-Wahhab (en), ou Qadi Abdul Wahhab, Qadi 'Abd al-Wahhab al-Maliki, juriste irakien.
- Snorri Goði (en), chef de clan islandais.
- Taira no Tadatsune, chef du clan Taira.

## Crédit d'auteurs
- Cet article est partiellement ou en totalité issu de l'article intitulé « 1031 » (voir la liste des auteurs).